# La cena per farli conoscere
Pour plus de détails, voir Fiche technique et Distribution.
La cena per farli conoscere est un film italien réalisé par Pupi Avati, sorti en 2007.

## Fiche technique
- Titre : La cena per farli conoscere
- Réalisation : Pupi Avati
- Scénario : Pupi Avati
- Photographie : Cesare Bastelli et Pasquale Rachini
- Montage : Amedeo Salfa
- Musique : Riz Ortolani
- Production : Antonio Avati
- Pays d'origine : Italie
- Genre : comédie
- Date de sortie : 2007

## Distribution
- Diego Abatantuono : Sandro Lanza
- Vanessa Incontrada : Clara Lanza
- Violante Placido : Betty Lanza
- Inés Sastre : Ines Lanza
- Francesca Neri : Alma Kero
- Nathalie Guetta
- Osvaldo Ruggieri : le père de Matteo